# Arnedo
Arnedo település Spanyolországban, La Rioja autonóm közösségben. Arnedo Muro de Aguas, Préjano, Herce, Bergasillas Bajera, Bergasa, Tudelilla, El Villar de Arnedo, Pradejón, Quel és Villarroya községekkel határos. Lakosainak száma 15 219 fő (2024).

## Népesség
A település népessége az elmúlt években az alábbi módon változott:
| Lakosok száma | 13 091 | 13 965 | 14 082 | 14 457 | 14 548 | 14 551 | 14 756 | 14 875 | 15 017 | 15 219 |
|               | 2001   | 2004   | 2007   | 2009   | 2012   | 2014   | 2017   | 2019   | 2022   | 2024   |